# Prochola
Prochola is een geslacht van vlinders uit de familie prachtmotten (Cosmopterigidae).

## Soorten
- P. aedilis Meyrick, 1915
- P. agypsota Meyrick, 1922
- P. basichlora Meyrick, 1922
- P. catacentra Meyrick, 1922
- P. catholica Meyrick, 1917
- P. chloropis Meyrick, 1922
- P. euclina Meyrick, 1922
- P. fuscula Forbes, 1931
- P. holomorpha Meyrick, 1931
- P. obstructa Meyrick, 1915
- P. ochromicta Meyrick, 1922
- P. oppidana Meyrick, 1915
- P. orphnopa Meyrick, 1922
- P. orthobasis Meyrick, 1922
- P. pervallata Meyrick, 1922
- P. prasophanes Meyrick, 1922
- P. revecta Meyrick, 1922
- P. sancticola Meyrick, 1932
- P. semialbata Meyrick, 1922
- P. sollers Meyrick, 1917
- P. subtincta (Meyrick, 1922)